# C3 Ledelse og Økonomi
C3 ledelse og økonomi (tidligere Civiløkonomerne) var en landsdækkende service- og interesseorganisation for personer med faglig interesse og kompetence inden for ledelse og økonomi. C3 havde 15.000 medlemmer da organisationen fusionerede med Djøf i 2009.
C3 udgav medlemsbladet forskningstidsskriftet "Ledelse & Erhvervsøkonomi" som nu udgives af Djøf.